# Margarida Mano
Margarida Isabel Mano Tavares Simões Lopes (Coimbra, 3 de dezembro de 1963) é uma professora portuguesa, tendo sido Ministra da Educação e Ciência do XX Governo Constitucional de Portugal.

## Biografia
Margarida Mano foi eleita deputada da Assembleia da República nas eleições legislativas de 2015. De Março de 2011 a Setembro de 2015 foi Vice-Reitora da Universidade de Coimbra, responsável pelos pelouros do Planeamento Estratégico, Financeiro e da Ação Social.
É doutorada em Gestão pela Universidade de Southampton (Reino Unido), mestra e licenciada em Economia pela Faculdade de Economia da Universidade de Coimbra e docente na Faculdade de Economia da Universidade de Coimbra desde 1986, nas áreas de Economia e de Gestão (gestão estratégica, avaliação institucional e gestão da qualidade).
Iniciou a sua carreira profissional na Banca em 1987, tendo depois exercido funções de gestão universitária como Administradora (1996-2009) e Pró-Reitora (2009-2011) da Universidade de Coimbra.
Especialista do European Foundation for Quality Management (EFQM) para o Ensino, tem participado em diversos projetos de benchmarking e redes de cooperação Internacional no âmbito da Administração Pública, em particular do Ensino Superior, no âmbito da European Universities Association, nomeadamente o projeto European Universities Implementing their Modernisation Agenda (EUIMA); Transparent Costing in European Higher Education Institutions (IES/TCE); Define (Governance, Autonomy and Funding) e enquanto Membro do Comité Internacional de Avaliação do Observatório de Boas Práticas em Direção Estratégica no Ensino Superior da Rede Telescopi.
A nível nacional foi responsável por projetos de mudança organizacional, cujo desenvolvimento facilitou práticas colaborativas e de transparência da administração de mérito reconhecido, de que são exemplo a primeira certificação ISO de uma Administração de uma Universidade Pública em Portugal e projetos premiados na 2.ª (2003) e 5.ª (2007) edições do Prémio de Boas Práticas na Administração Pública e uma Menção Honrosa - Prémio Excelência do IPQ PEX-SPQ (2004). Desenvolveu ainda colaborações com Escolas enquanto perita externa de Agrupamentos de Escolas, nomeadamente no âmbito do Projeto Educativo Programa de Territórios Educativos de Intervenção Prioritária (TEIP II) – Trabalho, Engenho, Inclusão e Progresso.
É membro fundador da Rede dos Administradores Universitários Ibero-Americanos (RAUI), da Heads of University Management and Administrators Network in Europe (Humane) e da Associação Fórum da Gestão do Ensino Superior nos Países e Regiões de Língua Portuguesa (Forges) cuja Direção integra. É também autora de várias publicações (livros e artigos) no âmbito da Gestão do Ensino Superior.
Desde 2020, exerce funções de vice-reitora da Universidade Católica Portuguesa (mandato 2020-2024), após nomeação pelo magno chanceler da Universidade, o cardeal-patriarca de Lisboa, D. Manuel Clemente, sob proposta da reitora da Universidade, Isabel Capeloa Gil.

## Publicações
Mano, M – Redes internacionais de
ensino superior em língua portuguesa e especialização inteligente. In: Cabrito, Belmiro; Castro, Alda; Cerdeira, Luísa; Chaves, Vera Jacob (orgs.). (2014) - Os desafios da expansão da educação em países de língua portuguesa: financiamento e internacionalização. Lisboa: EDUCA, 2014. pp. 67-80
Pedrosa, J., Santos, H., Mano, M., & Gaspar, T. (2014) - Governança da educação superior em Portugal – contextos e experiências recentes. Revista FORGES/Fórum da Gestão do Ensino Superior nos Países e Regiões de Língua Portuguesa. Vol. 1 (n.º 1), 2014. pp. 87-107. ISSN 2183-2722
Pedrosa, J. (coord), Santos, H., Mano, M., & Gaspar, T. (2013). Novo modelo de Governança e Gestão das Instituições de Ensino Superior em Portugal. Análise dos Usos do modelo em Instituições Públicas. Lisboa: CNE.
Mano, M., &  Marques, M.C. (2012). Novos modelos de governo na Universidade Pública em Portugal e competitividade. Revista de Administração Pública, 46(3), 721-736. – ISSN 0034-7612.
Marques,M.C.& Mano, M. (2012).The process of evaluation and accreditation of higher education courses in Portugal: Analysis of the impacts arising from the preliminary accreditation. Journal of US-China Public Administration, 9(3), 303-315, March 2012, ISSN 1548-6591.
Mano, M. (2012) “Strategic Planning: Competing for the Future” Society for College and University Planning, SCUP-47: Make no Isolated plans – integrated planning for educational quality. July, Chicago.
Mano, M. (2012)The governance models in the Public University in Portugal". Perspectives: Policy and Practice in Higher Education, ISSN 1360-3108.